# Chanelle Scheepers
Chanelle Scheepers (Harrismith, 13 maart 1984) is een voormalig tennisspeelster uit Zuid-Afrika. Scheepers begon met tennis toen zij vier jaar oud was. Haar favoriete ondergrond is hardcourt. Zij speelt rechtshandig en heeft een tweehandige backhand. Zij was actief in het proftennis van 2000 tot in 2015.
In 2000 speelde zij haar eerste ITF-toernooi. In 2001 won zij haar eerste 1titel, op het ITF-toernooi van Durban (Zuid-Afrika). In totaal won zij twaalf ITF-titels in het enkelspel.
Op het WTA-circuit stond zij tweemaal in een enkelspelfinale, waarvan zij er één won: op het toernooi van Guangzhou in 2011.
Haar beste resultaat op de grandslamtoernooien in het enkelspel is het bereiken van de vierde ronde, op Roland Garros 2010. Haar hoogste positie op de WTA-ranglijst in het enkelspel is de 37e plaats, die zij bereikte in oktober 2011. Sindsdien legt zij zich meer op het dubbelspel toe. Daarin won zij twintig ITF-titels, plus één WTA-titel in Straatsburg in 2013.
Zij trad in het huwelijk met haar coach, Roger Anderson, op 10 november 2012.

## Posities op deWTA-ranglijst
Positie per einde seizoen:
| jaar | ranking enkelspel | ranking dubbelspel |
| ---- | ----------------- | ------------------ |
| 2014 | 77                | 104                |
| 2013 | 80                | 55                 |
| 2012 | 60                | 143                |
| 2011 | 38                | 211                |
| 2010 | 107               | 116                |
| 2009 | 130               | 142                |
| 2008 | 172               | 135                |
| 2007 | 222               | 199                |
| 2006 | 328               | 150                |
| 2005 | 234               | 267                |
| 2004 | 210               | 225                |
| 2003 | 245               | 312                |
| 2002 | 226               | 266                |
| 2001 | 490               | 450                |

## Palmares
| Legenda                 |
| ----------------------- |
| Grandslamtoernooi       |
| Olympische Spelen       |
| Year-End Championships  |
| Premier Mandatory       |
| Premier Five / WTA 1000 |
| Premier / WTA 500       |
| International / WTA 250 |
| Challenger / WTA 125    |

### WTA-finaleplaatsen enkelspel
| nr.              | finale     | toernooi      | ondergrond | tegenstandster       | score    |         |
| ---------------- | ---------- | ------------- | ---------- | -------------------- | -------- | ------- |
| gewonnen finales |            |               |            |                      |          |         |
| 1.               | 2011-09-24 | WTA Guangzhou | hardcourt  | Magdaléna Rybáriková | 6-2, 6-2 | details |
| verloren finales |            |               |            |                      |          |         |
| 1.               | 2014-07-20 | WTA Båstad    | gravel     | Mona Barthel         | 3-6, 6-7 | details |

### WTA-finaleplaatsen vrouwendubbelspel
| nr.              | finale     | toernooi           | ondergrond | partner           | tegenstandsters                   | score             |         |
| ---------------- | ---------- | ------------------ | ---------- | ----------------- | --------------------------------- | ----------------- | ------- |
| gewonnen finales |            |                    |            |                   |                                   |                   |         |
| 1.               | 2013-05-25 | WTA Straatsburg    | gravel     | Kimiko Date-Krumm | Cara Black Marina Erakovic        | 6-4, 3-6, [14-12] | details |
| verloren finales |            |                    |            |                   |                                   |                   |         |
| 1.               | 2009-10-18 | WTA Japan (Osaka)  | hardcourt  | Abigail Spears    | Chuang Chia-jung Lisa Raymond     | 2-6, 4-6          | details |
| 2.               | 2012-08-04 | WTA Washington     | hardcourt  | Irina Falconi     | Shuko Aoyama Chang Kai-chen       | 5-7, 2-6          | details |
| 3.               | 2014-02-23 | WTA Rio de Janeiro | gravel     | Johanna Larsson   | Irina-Camelia Begu María Irigoyen | 2-6, 0-6          | details |
| 4.               | 2014-04-13 | WTA Bogota         | gravel     | Vania King        | Lara Arruabarrena Caroline Garcia | 6-7, 4-6          | details |

### Gewonnen ITF-toernooien enkelspel
| nr. | finale     | toernooi          | ondergrond | dotatie | tegenstandster in finale | score         |
| --- | ---------- | ----------------- | ---------- | ------- | ------------------------ | ------------- |
| 1.  | 2001-06-03 | Durban            | hardcourt  | $10.000 | Lara Van Rooyen          | 7-5, 6-2      |
| 2.  | 2001-06-10 | Durban            | hardcourt  | $10.000 | Lara Van Rooyen          | 4-6, 6-3, 7-6 |
| 3.  | 2001-07-29 | Evansville        | hardcourt  | $10.000 | Kristen Schlukebir       | 6-1, 6-3      |
| 4.  | 2002-10-20 | Mackay            | hardcourt  | $25.000 | Amanda Grahame           | 7-6, 7-5      |
| 5.  | 2004-02-28 | Benin City        | hardcourt  | $10.000 | Meghha Vakaria           | 6-1, 6-3      |
| 6.  | 2004-03-07 | Benin City        | hardcourt  | $10.000 | Susanne Aigner           | 6-1, 4-6, 6-4 |
| 7.  | 2004-11-27 | Pretoria          | hardcourt  | $10.000 | Lizaan Du Plessis        | 6-1, 6-3      |
| 8.  | 2004-12-04 | Pretoria          | hardcourt  | $10.000 | Karoline Borgersen       | 6-1, 6-3      |
| 9.  | 2007-06-10 | Allentown         | hardcourt  | $25.000 | Angela Haynes            | 6-3, 2-6, 6-1 |
| 10. | 2007-12-22 | Lagos             | hardcourt  | $25.000 | Zuzana Kučová            | 6-2, 6-0      |
| 11. | 2009-03-22 | Irapuato          | hardcourt  | $25.000 | Natalia Ryzhonkova       | 6-1, 7-5      |
| 12. | 2010-03-21 | Fort Walton Beach | hardcourt  | $25.000 | Sophie Ferguson          | 7-5, 7-5      |

### Gewonnen ITF-toernooien dubbelspel
| nr. | finale     | toernooi          | ondergrond | dotatie | partner              | tegenstandsters in finale                     | score            |
| --- | ---------- | ----------------- | ---------- | ------- | -------------------- | --------------------------------------------- | ---------------- |
| 1.  | 2001-06-03 | Durban            | hardcourt  | $10.000 | Lara Van Rooyen      | Maretha Van Niekerk Carine Vermeulen          | 7-6, 6-0         |
| 2.  | 2001-06-10 | Durban            | hardcourt  | $10.000 | Lara Van Rooyen      | Marcela Evangelista Leticia Sobral            | 6-2, 6-2         |
| 3.  | 2001-06-24 | Algiers           | gravel     | $10.000 | Carine Vermeulen     | Evghenia Ablovatchi Stanislava Hrozenská      | 7-6, 6-4         |
| 4.  | 2001-07-01 | Algiers           | gravel     | $10.000 | Carine Vermeulen     | Isabel Collischon Marnie Mahler               | 7-5, 6-2         |
| 5.  | 2003-03-30 | Rabat             | gravel     | $10.000 | Daniela Klemenschits | Helena Ejeson Helena Norfeldt                 | 6-3, 6-2         |
| 6.  | 2004-03-07 | Benin City        | hardcourt  | $25.000 | Alanna Broderick     | Zuzana Cerna Franziska Etzel                  | 6-2, 6-2         |
| 7.  | 2004-04-11 | Torre del Greco   | gravel     | $25.000 | Jolanda Mens         | Michelle Gerards Mariëlle Hoogland            | 6-3, 6-0         |
| 8.  | 2004-10-16 | Lagos             | hardcourt  | $25.000 | Surina de Beer       | Sania Mirza Shelley Stephens                  | 6-0, 6-0         |
| 9.  | 2004-12-03 | Pretoria          | hardcourt  | $10.000 | Melissa Berry        | Karoline Borgersen Leonie Mekel               | 6-2, 3-6, 7-5    |
| 10. | 2006-01-15 | Tampa             | hardcourt  | $25.000 | Aleke Tsoubanos      | Chan Chin-wei Hsu Wen-hsin                    | 3-6, 7-6, 6-3    |
| 11. | 2006-06-10 | Grado             | gravel     | $25.000 | Tiffany Dabek        | Mailyne Andrieux Nika Ožegović                | 6-4, 4-6, 7-6    |
| 12. | 2006-06-17 | Gorizia           | gravel     | $25.000 | Soledad Esperón      | Matilde Muñoz Gonzalves Sílvia Soler Espinosa | 6-4, 6-3         |
| 13. | 2007-03-10 | Toluca            | hardcourt  | $10.000 | Courtney Nagle       | Andrea Benítez María Irigoyen                 | 6-2, 1-6, 6-2    |
| 14. | 2007-03-24 | Coatzacoalcos     | hardcourt  | $25.000 | Robin Stephenson     | Līga Dekmeijere Story Tweedie-Yates           | 6-2, 6-2         |
| 15. | 2007-10-13 | Saltillo          | hardcourt  | $25.000 | Soledad Esperón      | Debbrich Feys Leonie Mekel                    | 6-0, 6-4         |
| 16. | 2007-10-20 | San Luis Potosi   | hardcourt  | $25.000 | Debbrich Feys        | Estefanía Craciún Betina Jozami               | 6-1, 6-4         |
| 17. | 2007-12-15 | Lagos             | hardcourt  | $25.000 | Kelly Anderson       | Iryna Koerjanovitsj Ágnes Szatmári            | 0-6, 6-1, [10-8] |
| 18. | 2007-12-22 | Lagos             | hardcourt  | $25.000 | Kelly Anderson       | Iryna Koerjanovitsj Ágnes Szatmári            | 1-6, 6-3, [10-6] |
| 19. | 2009-05-17 | Saint-Gaudens     | gravel     | $50.000 | Rika Fujiwara        | Kimiko Date-Krumm Sun Tiantian                | 7-5, 6-4         |
| 20. | 2010-03-20 | Fort Walton Beach | hardcourt  | $25.000 | Johanna Larsson      | Christina Fusano Courtney Nagle               | 2-6, 7-6, [10-7] |

## Resultaten grandslamtoernooien
| Legenda | Legenda                          |
| ------- | -------------------------------- |
| g.t.    | geen toernooi gehouden           |
| l.c.    | lagere categorie                 |
| –       | niet deelgenomen                 |
| G       | uitgeschakeld in de groepsfase   |
| 1R      | uitgeschakeld in de eerste ronde |
| 2R      | uitgeschakeld in de tweede ronde |
| 3R      | uitgeschakeld in de derde ronde  |
| 4R      | uitgeschakeld in de vierde ronde |
| KF      | uitgeschakeld in de kwartfinale  |
| HF      | uitgeschakeld in de halve finale |
| F       | de finale verloren               |
| W       | het toernooi gewonnen            |
| w-v     | winst/verlies-balans             |

### Enkelspel
| Toernooi        | 2009 | 2010 | 2011 | 2012 | 2013 | 2014 | 2015 | w-v |
| --------------- | ---- | ---- | ---- | ---- | ---- | ---- | ---- | --- |
| Australian Open | 1R   | –    | 3R   | 1R   | 1R   | 1R   | 1R   | 2-6 |
| Roland Garros   | 1R   | 4R   | 2R   | 2R   | 1R   | 1R   | –    | 5-6 |
| Wimbledon       | –    | 1R   | 1R   | 1R   | 1R   | 2R   | –    | 1-5 |
| US Open         | –    | 1R   | 3R   | 1R   | 2R   | 1R   | –    | 3-5 |

### Vrouwendubbelspel
| Toernooi        | 2010 | 2011 | 2012 | 2013 | 2014 | 2015 | w-v |
| --------------- | ---- | ---- | ---- | ---- | ---- | ---- | --- |
| Australian Open | –    | –    | 1R   | 2R   | 1R   | 2R   | 2-4 |
| Roland Garros   | –    | 1R   | –    | 1R   | 1R   | –    | 0-3 |
| Wimbledon       | 3R   | 2R   | 2R   | HF   | 2R   | –    | 9-5 |
| US Open         | 1R   | 1R   | 2R   | 1R   | 1R   | –    | 1-5 |

### Gemengd dubbelspel
| Toernooi        | 2012 |
| --------------- | ---- |
| Australian Open | –    |
| Roland Garros   | –    |
| Wimbledon       | 1R   |
| US Open         | –    |